# NGC 3319
NGC 3319 (другие обозначения — UGC 5789, MCG 7-22-36, ZWG 212.33, KARA 429, KUG 1036+419, PGC 31671) — спиральная галактика с перемычкой (SBc) в созвездии Большая Медведица.
Этот объект входит в число перечисленных в оригинальной редакции «Нового общего каталога».
В галактике был обнаружен кандидат в чёрные дыры промежуточной массы с массой около 30 тысяч масс Солнца.